# Vliegtuigkaping

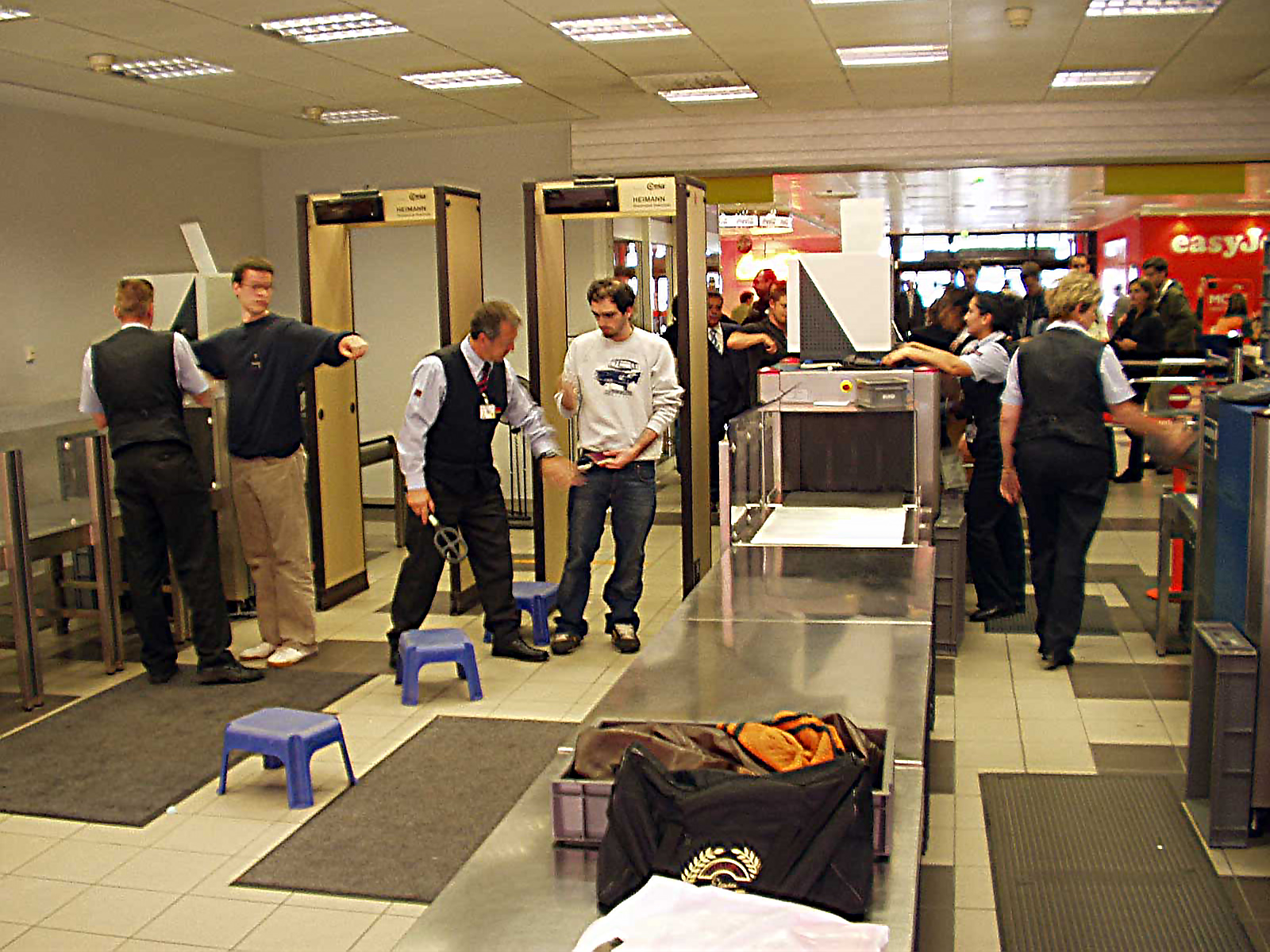
Uitgebreide veiligheidscontrole op een vliegveld om een kaping of een terroristische daad te voorkomen

Een vliegtuigkaping is het overnemen van de besturing over een vliegtuig onder dreiging met geweld, gewoonlijk door een gewapende kaper of groep kapers. Meestal is het doel van de actie niet beroving of diefstal maar een terroristische daad om gijzelaars te nemen en/of naar een bepaalde locatie te worden vervoerd. Vliegtuigkapingen zijn als 'groot nieuws' ook om publicitaire redenen interessant voor terroristen.
Een in 2001 voor het eerst gesignaleerde ontwikkeling is de kaping van een vliegtuig om in een zelfmoordactie ergens tegenaan te vliegen, de aanslagen op 11 september 2001 zijn tot nu toe een unicum.
Kapingen met gijzeling verlopen meestal volgens een patroon van onderhandelen tussen de kapers en de autoriteiten. Uiteindelijk wordt er een compromis gesloten of wordt het vliegtuig door speciale eenheden bestormd. De daders gaan slechts zeer zelden vrijuit en laten vaak het leven.
Sinds 1947 is 60% van de kapingen te classificeren als een vluchtpoging. In 1968-69 was er een grote plotse toename in het aantal kapingen: 27 vonden er plaats in 1968, in 1969 82 kapingen en pogingen daartoe, meer dan het dubbele van het totaal in periode 1947-1967. De meeste kapingen in die periode werden uitgevoerd door Palestijnen. Leila Khaled was een bekende kaapster.
Sinds 1967-1976 is het aantal vliegtuigkapingen afgenomen, misschien als gevolg van een meer gestructureerde aanpak door de autoriteiten, betere veiligheidsmaatregelen op luchthavens, en ook een afname van de bereidheid van landen als Libië om een landingsplaats voor gekaapte vliegtuigen te bieden en de kapers te laten ontsnappen.

## Media
- Polygoonjournaal over de kaping van een Vickers VC-10 van British Airways op Schiphol op 3 maart 1974